# Хлорофициевые
Хлорофициевые, или зелёные водоросли (лат. Chlorophyceae), — класс зелёных водорослей. Один из крупных и разнообразных классов водорослей. На май 2018 года известно 3 529 видов.

## Биологическое описание
Одноклеточные, колониальные (в том числе и ценобиальные) и многоклеточные представители с монадным, пальмеллоидным, коккоидным, сарциноидным, нитчатым, разнонитчатым, сифональным типами дифференциации таллома. Размножение вегетативное, бесполое (зооспоры, апланоспоры, автоспоры) и половое (хологамия, изогамия, гетерогамия и оогамия). Кинетосомы расположены супротивно или сдвинуты по часовой стрелке, не перекрываются.
Для класса характерно деление клетки с участием фикопласта.

## Распространение
Большинство — пресноводные представители, некоторые обитают в морских, солоноватоводных и наземных условиях.

## Классификация
На май 2018 года в класс включают 5 порядков:
- Chaetopeltidales O'Kelly, Shin Watan. & G.L.Floyd, 1994 — Хетопелтиевые[6]
- Chaetophorales Wille, 1901 — Хетофоровые[7]
- Chlamydomonadales F.E.Fritsch, 1927 — Хламидомонадовые
- Oedogoniales Heering, 1914 — Эдогониевые
- Sphaeropleales Luerss., 1877 — Сфероплеевые[6]

Также непосредственно в класс (incertae sedis) включено 3 небольших семейства и несколько родов.